# Unity Mitford
Unity Valkyrie Freeman-Mitford  (Londres, 8 de agosto de 1914 — Oban, 28 de maio de 1948) era uma fascista britânica e socialite, membro da família Mitford, conhecida por seu relacionamento com Adolf Hitler. Tanto no Reino Unido quanto na Alemanha, ela foi uma proeminente defensora do nazismo, fascismo e antissemitismo, e pertencia ao círculo íntimo de amigos de Hitler.
Quando o Reino Unido declarou guerra à Alemanha, ela tentou suicídio em Munique, atirando na própria cabeça, mas sobreviveu com graves danos cerebrais. Ela retornou à Inglaterra, mas nunca se recuperou, acabando por falecer devido às consequências do ferimento.

## História
Era filha de Lord Redesdale, um aristocrata proprietário de terras, semi-arruinado e simpatizante do fascismo. Unity tinha cinco irmãs, algumas das quais se tornaram famosas, como a romancista Nancy Mitford.
Com 18 anos, Unity militava no partido fascista britânico liderado por Oswald Mosley – seu futuro cunhado, por casamento com a sua irmã Diana Mitford. 
Unity tornou-se então uma apoiante fanática do nazismo e uma feroz propagandista anti-semita. A partir de 1933, viveu largos períodos na Alemanha, penetrando no círculo mais íntimo das relações de Hitler, com o qual se encontrou mais de uma centena de vezes. Essa proximidade com o ditador deu azo a especulações sobre o tipo de relações que terá mantido com ele, mas nunca se provou que Unity tenha sido seu amante e, ainda menos, que tenha tido um filho dele, como chegou a ser propalado. 
Apesar da intimidade entre a aristocrata e membros do alto escalão do Nazismo, o arquiteto Albert Speer afirmou que Hitler a ridicularizava para pessoas próximas a ele, chegando a apelidá-la de Unity Mitfahrt; Mitfahrt neste caso assume o significado de "carona", ou seja, aquele que compartilha um lugar em um automóvel.

## Tentativa de suicídio
Em 1939, no início da Segunda Guerra Mundial, perante a decisão de Hitler de não se encontrar mais com ela, Unity tentou o suicídio, dando um tiro na cabeça numa praça de Munique. A tentativa não foi fatal, mas deixou-lhe graves sequelas físicas e psíquicas para o resto da vida. Morreu em 1948, na Escócia, de uma meningite provocada pela bala alojada no cérebro.

## Biografias
- Sigmund, Anna Maria (2005). Die Frauen der Nazis. [S.l.]: Wilhelm Heyne Verlag, Munich. p. 489. ISBN 3-453-60016-9
- Pryce-Jones, David; Unity Mitford: A Quest (W&N, 1995) ISBN 978-1-85799-370-7; Unity Mitford: An Enquiry into Her Life and the Frivolity of Evil (Dial Press, 1977) ISBN 978-0-8037-8865-7
- Gordon, Roberta; Unity Mitford's Unwritten Autobiography (1914–1948) (Ploughshares, Vol. 10, No. 2/3, 1984) ISSN: 00484474